# My Bloody Valentine
My Bloody Valentine je irská shoegaze skupina založená v Dublinu v roce 1983. Před rokem 1987 skupinou prošlo více hudebníků. Právě v roce 1987 se sestava ustávila a až do jejího rozpadu v roce 1997 ji tvořili Kevin Shields (kytara, zpěv), Colm Ó Cíosóig (bicí), Bilinda Butcher (kytara, zpěv) a Debbie Googe (baskytara). Skupina za dobu své existence vydala dvě studiová alba, Isn't Anything (1988) a Loveless (1991). V roce 2007 byla skupina obnovena v klasické sestavě a v roce 2013 vydala třetí album nazvané mbv.